# Premier of the Cayman Islands

Coat of arms of the Cayman Islands

Der Premier of the Cayman Islands ist der politische Führer und Regierungschef der Cayman Islands. Das Amt ist äquivalent zum Chief Minister oder Premierminister in anderen Britischen Überseegebieten. Es ist die höchste politische Ebene, welche innerhalb der Britischen Überseegebiete erreicht werden kann. Bis 2009 war die Bezeichnung Leader of Government Business.
Der Premier und das Kabinett (bestehend aus den wichtigsten Beamten, ministers) sind kollektiv verantwortlich für ihre Politik und ihre Handlungen gegenüber König Charles III., gegenüber dem Parliament of the Cayman Islands, gegenüber ihrer Partei und letztlich der Wählerschaft.
Der derzeitige Premier ist Wayne Panton seit 21. April 2021.

## Verfassungsgrundlage
Bis 2003 war das Amt nicht formal anerkannt, wurde aber durch einen Verfassungszusatz im Juni 2003 auf rechtliche Grundlage gestellt als Leader of Government Business zusammen mit dem Leader of the Opposition. Weitere Verfassungsergänzungen 2009 benannten das Amt als Premier.

## Liste
(kursive Daten bedeuten eine de facto-Verlängerung der Amtszeit)
| Nr.                                                                | Porträt                                                            | Name (Lebensdaten)                                                 | Amtszeit                                                           | Amtszeit                                                           | Amtszeit                                                           | Partei                                                             | Wahl                                                               | Anmerkungen                                                        |
| Nr.                                                                | Porträt                                                            | Name (Lebensdaten)                                                 | Amtsantritt                                                        | Amtszeitende                                                       | Amtszeit                                                           | Partei                                                             | Wahl                                                               | Anmerkungen                                                        |
| Leaders of Government Business (formal nicht anerkannt; 1992–2003) | Leaders of Government Business (formal nicht anerkannt; 1992–2003) | Leaders of Government Business (formal nicht anerkannt; 1992–2003) | Leaders of Government Business (formal nicht anerkannt; 1992–2003) | Leaders of Government Business (formal nicht anerkannt; 1992–2003) | Leaders of Government Business (formal nicht anerkannt; 1992–2003) | Leaders of Government Business (formal nicht anerkannt; 1992–2003) | Leaders of Government Business (formal nicht anerkannt; 1992–2003) | Leaders of Government Business (formal nicht anerkannt; 1992–2003) |
| ------------------------------------------------------------------ | ------------------------------------------------------------------ | ------------------------------------------------------------------ | ------------------------------------------------------------------ | ------------------------------------------------------------------ | ------------------------------------------------------------------ | ------------------------------------------------------------------ | ------------------------------------------------------------------ | ------------------------------------------------------------------ |
| 1                                                                  |                                                                    | Thomas Jefferson (1940–2006)                                       | 25. November 1992                                                  | 26. April 1995                                                     | 2 Jahre 152 d                                                      | Unabhängig (U)                                                     | 1992                                                               |                                                                    |
| 2                                                                  |                                                                    | Truman Bodden (geb. 1945)                                          | 26. April 1995                                                     | 15. November 2000                                                  | 5 Jahre 203 d                                                      | U                                                                  | 1996                                                               |                                                                    |
| 3                                                                  |                                                                    | Kurt Tibbetts (geb. 1954)                                          | 15. November 2000                                                  | 8. November 2001                                                   | 358 d                                                              | U                                                                  | 2000                                                               | 1. Amtszeit                                                        |
| 4                                                                  |                                                                    | William McKeeva Bush (geb. 1955)                                   | 9. November 2001                                                   | 30. Juni 2003                                                      | 1 Jahr 234 d                                                       | Cayman Democratic Party (CDP)                                      | —                                                                  | 1. Amtszeit                                                        |
| Leaders of Government Business (formal anerkannt; 2003–2009)       |                                                                    |                                                                    |                                                                    |                                                                    |                                                                    |                                                                    |                                                                    |                                                                    |
| 1                                                                  |                                                                    | William McKeeva Bush                                               | 30. Juni 2003                                                      | 18. Mai 2005                                                       |                                                                    | CDP                                                                | —                                                                  |                                                                    |
| (2)                                                                |                                                                    | Kurt Tibbetts                                                      | 18. Mai 2005                                                       | 27. Mai 2009                                                       | 4 Jahre 9 d                                                        | People’s Progressive Movement (PPM)                                | 2005                                                               | 2. Amtszeit                                                        |
| (1)                                                                |                                                                    | William McKeeva Bush                                               | 27. Mai 2009                                                       | 5 November 2009                                                    | 162 d                                                              | CDP                                                                | 2009                                                               | 2. Amtszeit                                                        |
| Premier (2009– )                                                   |                                                                    |                                                                    |                                                                    |                                                                    |                                                                    |                                                                    |                                                                    |                                                                    |
| 1                                                                  |                                                                    | William McKeeva Bush                                               | 6. November 2009                                                   | 19. Dezember 2012                                                  | 3 Jahre 43 d                                                       | CDP                                                                | —                                                                  |                                                                    |
| 2                                                                  |                                                                    | Juliana O’Connor-Connolly (geb. 1961)                              | 19. Dezember 2012                                                  | 29. Mai 2013                                                       | 161 d                                                              | CDP                                                                | —                                                                  |                                                                    |
| 3                                                                  |                                                                    | Alden M. McLaughlin, Jr. (geb. 1961)                               | 29. Mai 2013                                                       | 21. April 2021                                                     | 7 Jahre 327 d                                                      | PPM                                                                | 2013 2017                                                          |                                                                    |
| 4                                                                  |                                                                    | Wayne Panton (geb. 1964)                                           | 21. April 2021                                                     | Amtsinhaber                                                        |                                                                    | U                                                                  | 2021                                                               |                                                                    |